# Battaglia di Flores (1591)
La battaglia di Flores fu uno scontro navale della guerra anglo-spagnola combattuto al largo dell'isola di Flores tra la flotta inglese di 22 navi al comando di lord Thomas Howard e la flotta spagnola di 55 navi al comando di Alonso de Bazán.
Le navi inglesi, inviate nelle Azzorre per catturare l'annuale flotta tesoriera spagnola, si trovarono davanti la flotta spagnola al largo dell'isola di Flores ed a quel punto Howard ordinò alle sue navi di far rotta verso nord, salvandole tutte ad eccezione del galeone Revenge, comandato dal contrammiraglio sir Richard Grenville, che puntò contro le 55 navi spagnole permettendo ai connazionali di ritirarsi in sicurezza. La ciurma della Revenge procurò non pochi danni alle navi spagnole durante la battaglia che durò un giorno e una notte. La Revenge venne abbordata da diverse navi spagnole ma ogni attacco venne respinto. Quando Grenville fu pesantemente ferito, i suoi uomini si arresero. Lord Alfred Tennyson scrisse una poesia sulla battaglia col titolo The Revenge: a Ballad of the Fleet.

## Antefatto
Per impedire alle navi spagnole di recuperare terreno dopo la spedizione dell'Invincibile Armada, sir John Hawkins propose il blocco del rifornimento dell'oro proveniente dalle Americhe e diretto verso il Regno di Spagna con una guardia costante sul traffico delle navi spagnole. La Revenge fu una delle navi impegnate in queste operazioni nell'estate del 1591 al comando di sir Richard Grenville. Gli spagnoli, nel frattempo, avevano inviato una flotta di 55 navi al comando di Alonso de Bazán, con ai suoi ordini i generali Martín de Bertendona e Marcos de Aramburu. Bazán venne a conoscenza del fatto che gli inglesi stavano pattugliando l'area a nord delle Azzorre. Alla fine di agosto del 1591, raggiunta da 8 navi portoghesi al comando di Luis Coutinho, la flotta spagnola fece rotta verso gli inglesi. La flotta di Howard stava eseguendo delle riparazioni e molti marinai che erano ammalati erano stati fatti sbarcare a riva.

## La battaglia

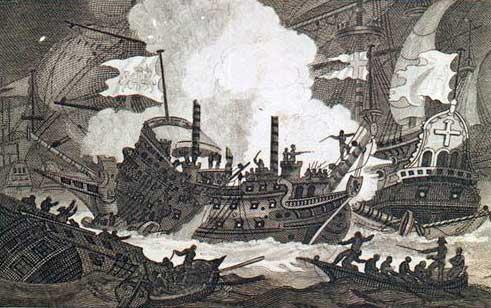
L'ultimo combattimento della Revenge (James Cundee)

Bazán tentò di sorprendere la flotta inglese all'ancora ma la vice ammiraglia di Sancho Pardo perse il proprio vento in poppa, costringendo a ritardare l'attacco. Alle 17.00 le navi di Bazán riuscirono a portarsi nel canale che separava le isole di Flores e Corvo. Howard, allertato dall'arrivo degli spagnoli, tentò di spostare le proprie navi in mare aperto per fuggire. Vi fu un breve scambio a fuoco tra le due flotte prima che le due si separassero. Grenville, ad ogni modo, preferì combattere e si portò nello stretto contro gli spagnoli che stavano arrivando da est.
Nel frattempo, la Defiance, l'ammiraglia di Howard, aveva ricevuto pesanti colpi dalla San Cristobal di Aramburu e si era in seguito ritirata dallo scontro. La Revenge venne lasciata in retroguardia e si scontrò con la San Felipe di Claudio de Viamonte. Viamonte tentò di abbordare il galeone inglese ma non vi riuscì. Poco dopo anche la San Bernabé di Martín de Bertendona fece lo stesso, questa volta riuscendovi, e riuscì a recuperare anche sette uomini della San Felipe che erano rimasti bloccati sulla nave nemica. La San Bernabé risultò decisiva per il destino della Revenge, la quale tentò di rispondere coi cannoni a bordo ma il pesante fuoco dei moschetti della fanteria spagnola impose ai cannonieri inglesi il cessate il fuoco per respingere manualmente l'attacco.
Avendo disperso il grosso della flotta inglese, la San Cristobal colpì la Revenge catturandone la bandiera. I soldati spagnoli vennero comunque costretti a ritirarsi per il pesante fuoco inglese proveniente dal castello di poppa. Il fianco della San Cristóbal venne colpito da numerosi colpi ed era in attesa di rinforzi. La Asunciòn di Antonio Manrique e La Serena di Luis Coutinho attaccaorno quindi insieme, incrementando il numero di navi che si accanivano sulla Revenge a cinque. Grenville resistette sino all'ultimo quando, pesantemente ferito, con 150 tra caduti e feriti, si arrese. Durante la notte le navi di Manrique e Coutinho si scontrarono l'una con l'altra.

## Conseguenze
Malgrado i danni inflitti da Grenville, gli spagnoli trattarono i sopravvissuti della Revenge con tutti gli onori militari del caso. Grenville, che si era portato sull'ammiraglia di Bazan, morì due giorni dopo a causa delle ferite. La flotta tesoriera spagnola si incontrò con le navi di Bazán poco dopo e le flotte insieme salparono alla volta della Spagna. Vennero poi colpite da una tempesta che perdurò per una settimana e che fece perdere la Revenge ed altre 15 navi spagnole. La Revenge affondò con la sua ciurma di 70 uomini tra spagnoli e prigionieri inglesi presso l'isola di Terceira, all'incirca alla posizione 38°46′09″N 27°22′42″W.
La battaglia, ad ogni modo, segnò il risorgere della potenza navale spagnola e diede prova di quanto gli inglesi fossero poco preparati ad affrontare la ben difesa flotta tesoriera spagnola.